# Полотнище

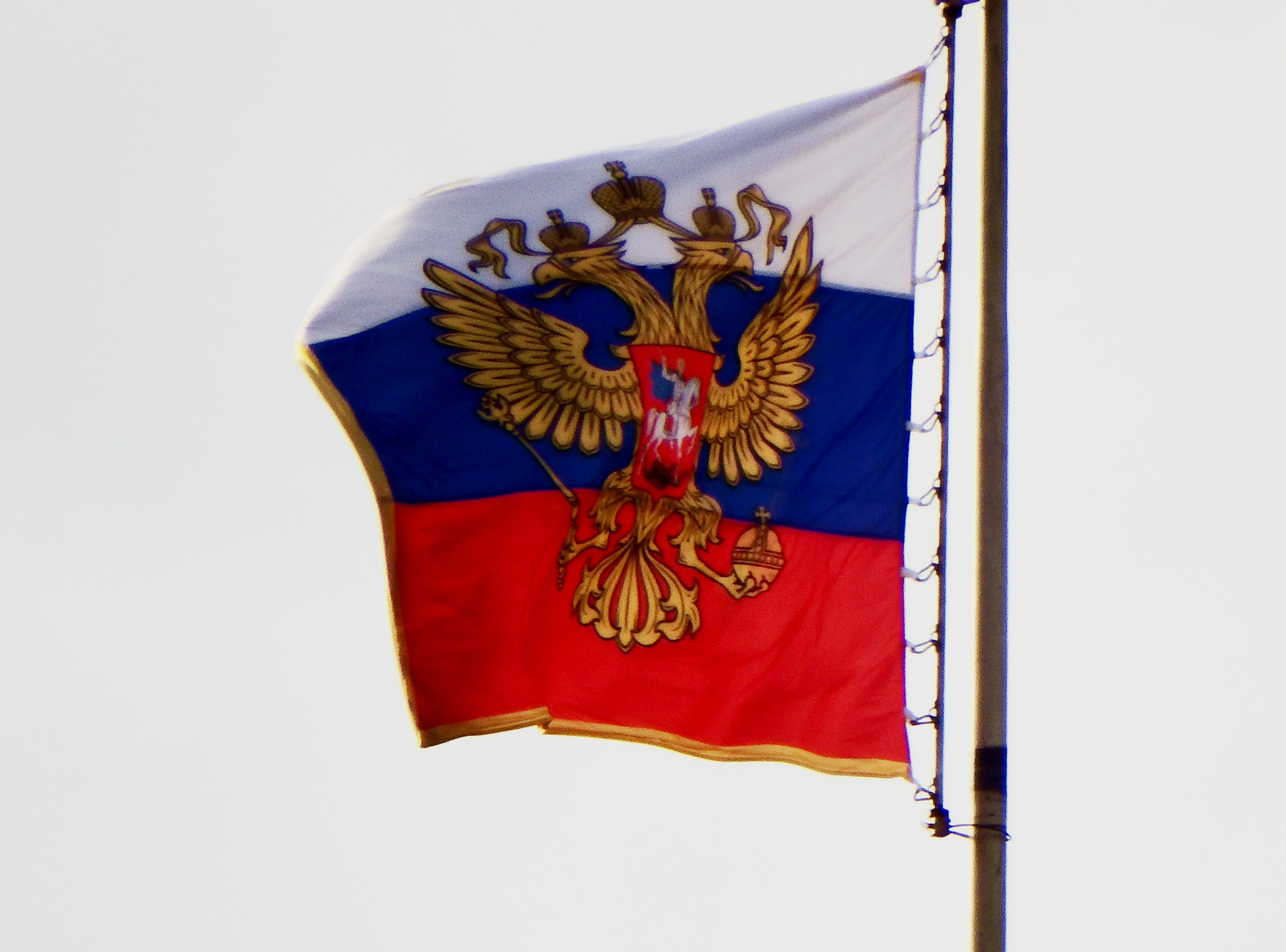
Копия штандарта президента России над Московским Кремлём.

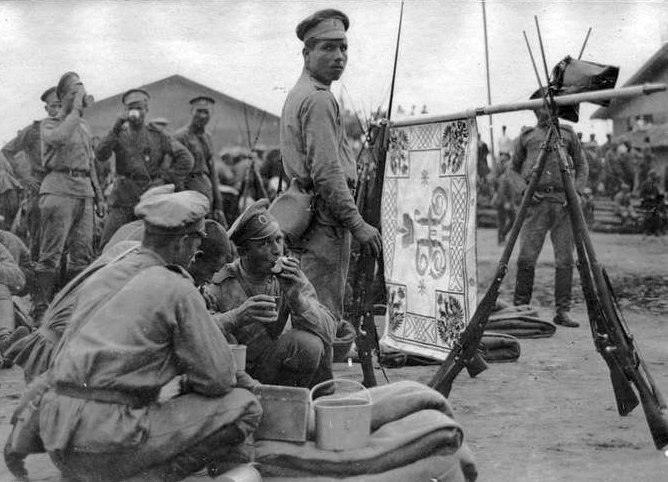
Русские войска на привале в Салониках, 1916 год.

Поло́тнище, полотно́ — плат (четыреугольный лоскут ткани), ткань, прибитая к древку или прикреплённая иным способом к флагштоку, основная часть знамени, хоругви, стяга, прапора, штандарта, вымпела или флага. 
В Российской империи полотнище изготовлялось из шёлковой материи высшего качества (репс, фай, гроденапль или знамённая ткань, реже гродетур или камлот). Полотнище является наиболее важной частью флага, знамени и штандарта. В настоящее время нет каких либо ограничений на пропорции и размеры полотен, полотнищ флагов, знамён и так далее, если это не касается государственной символики (флагов, знамён и так далее, госдолжностей, госорганов и формирований).

## Части

Расположение частей (зон) полотнища.

Для описания изображений на полотнищах, полотне используется условное разбитие его на части (зоны). Одна из сторон полотнища, полотна  именуется лицевой, вторая — обратной (оборотной). Как правило, лицевой считается сторона, разворачиваемая вправо от флагштока, древка.
Ближнюю к древку часть называют древковой, дальнюю от древка — вольной. Ближняя к шкаторине часть вымпела традиционно именуется «головкой». Верхнюю часть полотнища у древка именуют кантоном (в русской вексиллологии более распространено название «крыж»). Кантон — почётная часть флага. В нём на флагах ведомств обычно помещается уменьшенный государственный флаг, отдельные морские офицеры помещают в кантон своих должностных флагов военно-морской флаг.
На полотнище также можно выделить кромки: верхнюю, нижнюю и вольную; а также четыре угла. Часто флаг имеет в вольной части полотнища треугольный вырез. Получившиеся в результате этого треугольные концы флага называются косицами.
Многие флаги, в том числе и российский, представляют собой сочетания цветных полос, расположенных по-вертикали или по-горизонтали. Полосы на флаге принято перечислять сверху вниз, либо от древка к вольной кромке. При вертикальном вывешивании полотнища, состоящего из горизонтальных полос, его верхняя полоса должна располагаться слева от зрителя, а нижняя — справа.

## Крепление
Крепление полотнища, полотна к древку, флагштоку производится несколькими способами:
- для знамён и штандартов предусмотрена прибивка;
- для флагов, копий штандартов, один из способов — с помощью специальных колец, именуемых люверсами. Иногда крепление полотнища выполняется с помощью петель;
- реже используется так называемый карман, он делается в древковой части полотнища; флаг сверху надевается карманом на флагшток, древко;
- современные производители флагов иногда используют стропы — прочные полоски ткани, вшитые по периметру полотнища.

Церемония прибивки нового штандарта происходила в Аничковском дворце на Невском, где жила вдовствующая императрица — шеф полка. ... Офицеры, один за другим, по старшинству, специальным серебряным молоточком вбивали очередной гвоздик, прикреплявший полотнище к древку. Тяжелую серебряную цепь, на которой развевался наш старый штандарт, заменили хрупкой цепочкой, такой же дешевой, как и вся бутафория, заведенная при злосчастном царе. Не на полевом галопе, не на лихом карьере, а тут же, на Невском, при выезде из дворца цепочка… порвалась, и новый штандарт беспомощно повис, как бы предвещая беды и несчастья.— Игнатьев А. А. Пятьдесят лет в строю. Книга III, глава 4. — М.: Воениздат, 1986. — С. 295. — ISBN 5-203-00055-7.

## Материалы
В Российской империи полотнище, полотно знамён, штандартов и так далее, изготовлялось из шёлковой материи высшего качества (репс, фай, гроденапль или знамённая ткань, реже гродетур или камлот). Позже для изготовления флагов традиционно использовали шерстяную материю «флагдук». Ныне всё чаще используются полиэфирные ткани (100% полиэфир различной плотности), полиэфирный шёлк, трикотажные сетки, атлас, сатен, мокрый шёлк, бархат.